# Ario de Rosales
Ario de Rosales est l'une des 113 municipalités de l'État de Michoacán. Elle est située au centre sud de l'État.